# My.Kali
My.Kali (Arabisch: ماي كالي) is een online, pan-Arabisch LGBT-tijdschrift, uitgegeven in Amman, Jordanië. Sinds 2007 worden er Engelstalige artikelen gepubliceerd – over onder andere gender, kunst, mode, feminisme en emancipatie – en sinds 2016 worden de artikelen tevens in het Arabisch gepubliceerd. De publicaite is vernoemd naar de uitgever, openlijk homoseksuele Jordanese activist Khalid "Kali" Abdel-Hadi. My.Kali is het eerste LGBTQ+ platform in het Midden-Oosten.